# I Could Have Danced All Night
I Could Have Danced All Night è una canzone del musical My Fair Lady, composta da Frederick Loewe e Alan Jay Lerner, pubblicata nel 1956 e interpretata dalla protagonista dell'opera, Eliza Doolittle, che esprime la propria euforia dopo aver ballato con il suo insegnante Henry Higgins.
Il brano è stato interpretato per la prima volta dall'attrice Julie Andrews nel musical originale di My Fair Lady, rappresentato al Teatro Broadway nel 1956. Nel 1964 è stato interpretato dal soprano Marni Nixon, che doppia la voce dell'attrice Audrey Hepburn nell'adattamento cinematografico del musical nelle scene cantate. Quest'ultima versione è stata inserita al diciassettesimo posto tra le 100 migliori canzoni del cinema statunitense secondo l'American Film Institute.
Nel corso degli anni, I Could Have Danced All Night è stata ricantata da vari artisti come Frank Sinatra, Peggy Lee, Petula Clark, Dinah Shore ed Andy Williams.
Una versione del brano compare anche nel film del 1996 Piume di struzzo, cantata dagli attori Robin Williams, Nathan Lane, Hank Azaria, Gene Hackman e Dianne Wiest, e in una puntata della serie tv Glee, interpretata dall'attrice Jayma Mays.